# Ansonica
L'ansonica, ou inzolia, est un cépage italien de raisins blanc.

## Origine et répartition géographique
Elle provient du sud de l'Italie. Elle est très cultivée sur l’île d'Elbe.
En Sicile, il est classé recommandé en province d'Agrigente, de Palerme, et de Trapani.
En Toscane, l’ansonica est classé recommandé en province de Grosseto et Livourne et elle est autorisée en province de Lucques.
En 1990, elle couvrait en Italie 12,700 ha.
Elle est classée cépage d'appoint en DOC Ansonica Costa dell'Argentario, Bivongi bianco, Contea di Sclafani Ansonica, Contea di Sclafani bianco, Contessa Entellina Ansonica, Contessa Entellina Ansonica vendemmia tardiva, Contessa Entellina bianco, Delia Nivolelli Inzolia, Elba Ansonica, Menfi Feudo dei Fiori, Menfi Ansonica, Menfi bianco, Sambuca di Sicilia bianco, Santa Margherita di Belice Ansonica, Santa Margherita di Belice bianco Salaparuta bianco, Erice Inzolia et Sciacca Inzolia.
Il existerait encore quelques plantations en Tunisie

## Caractères ampélographiques
- Extrémité du jeune rameau aranéeux, vert clair.
- Jeunes feuilles glabres, jaunâtres.
- Feuilles adultes, à 5 lobes avec des sinus supérieurs profonds, étroits à bords superposés, un sinus pétiolaire fermé à bords superposés, des dents ogivales, moyennes, un limbe glabre.

## Aptitudes culturales
La maturité est de troisième époque: 30 jours après le chasselas.

## Potentiel technologique
Les grappes sont grandes et les baies sont de taille grosse. La grappe est tronconique, compacte et avec 2 ailerons. Le cépage est de bonne vigueur et d'une fertilité bonne mais irrégulière.

## Synonymes
L'ansonica est connu sous les noms de amsonica, ansolia, ansolica, ansoliku, ansora, ansoria, anzonaka, anzonica, anzulu, arba solika, erba insolika, inselida, iInsolia, insolia di Palermo, inzolia, inzolia parchitana, nsolia, nsuolia, nzolia bianca, nzolia di Lipari, nzolia di Palermo, soria, zolia bianca.